# Сырбаев, Ахметкали Иргалиевич
Ахметкали Иргалиевич Сырбаев (каз. Сырбаев Ахметқали Ерғалиұлы; 1928—1973) — советский механик морского флота. Герой Социалистического Труда (1971).

## Биография
Родился в 1928 году в городе Семипалатинске Казахской ССР.
С 1943 года в период Великой Отечественной войны начал трудовую деятельность — учеником машиниста парохода на реке Иртыш.
С 1947 по 1966 годы — 3-й, 2-й и 1-й помощник механика, а с 1967 года — механик буксирного парохода «Александр Попов» Верхне-Иртышского речного пароходства в городе Семипалатинск Семипалатинской области Казахской ССР.
А. И. Сырбаев обеспечивал образцовое содержание машин и механизмов парохода и работал без аварий. По инициативе А. И. Сырбаева судовая команда производила профосмотры, техобслуживание и ремонт парохода во время стоянки в портах и на пристанях в ожидании несамоходных судов. А. И. Сырбаев принимал участие в выполнении работ по модернизации обслуживаемого судна и других пароходов, в переводе их с твёрдого на жидкое топливо, в автоматизации управления машинно-котельными агрегатами, повышении рабочего давления в котлах, оборудовании пароходов паровыми лебёдками, во внедрении вождения барж методом толкания, что позволило сократить численность судовой команды — с 30 до 18 человек и значительней повысить показатели использования парохода.
А. И. Сырбаев был одним из инициаторов соревнования за увеличение межпромывочного пробега судов, сокращения времени простоя на котлоочистке. С 1966 по 1977 годы в период 8-й пятилетки производительность труда в коллективе повысилась на — 61 процент, сэкономлено — 500 тонн топлива, план перевозки грузов перевыполнен, получено — 60 тысяч рублей прибыли. Команде парохода было присвоено звание — «Коллектив коммунистического труда».
4 мая 1971 года Указом Президиума Верховного Совета СССР «за выдающиеся успехи, достигнутые в выполнении заданий пятилетнего плана по развитию речного транспорта» Ахметкали Иргалиевич Сырбаев был удостоен звания Героя Социалистического Труда с вручением Ордена Ленина и золотой медали «Серп и Молот».
Жил в Семипалатинске. Умер в 1973 году.

## Награды
- Медаль «Серп и Молот» (4.05.1971)
- Орден Ленина (4.05.1971)
- Медаль «За трудовое отличие» (29.03.1954)